# Główny harmonogram produkcji
Główny harmonogram produkcji (ang. master production schedule, MPS), także plan spływu produkcji lub operatywny plan produkcji – zbiór danych planistycznych, który steruje obsługą planowania zapotrzebowania materiałowego.
Zwykle przedstawiany w postaci tabeli, której kolumny to poszczególne okresy planistyczne (zwykle dni, tygodnie lub miesiące), a wiersze to wyroby gotowe (lub półprodukty przeznaczone do sprzedaży, np. dla punktów serwisowych). Wartości w komórkach tabeli przedstawiają oczekiwane ilości spływu wyrobów (lub półfabrykatów) na magazyn wyrobów gotowych.

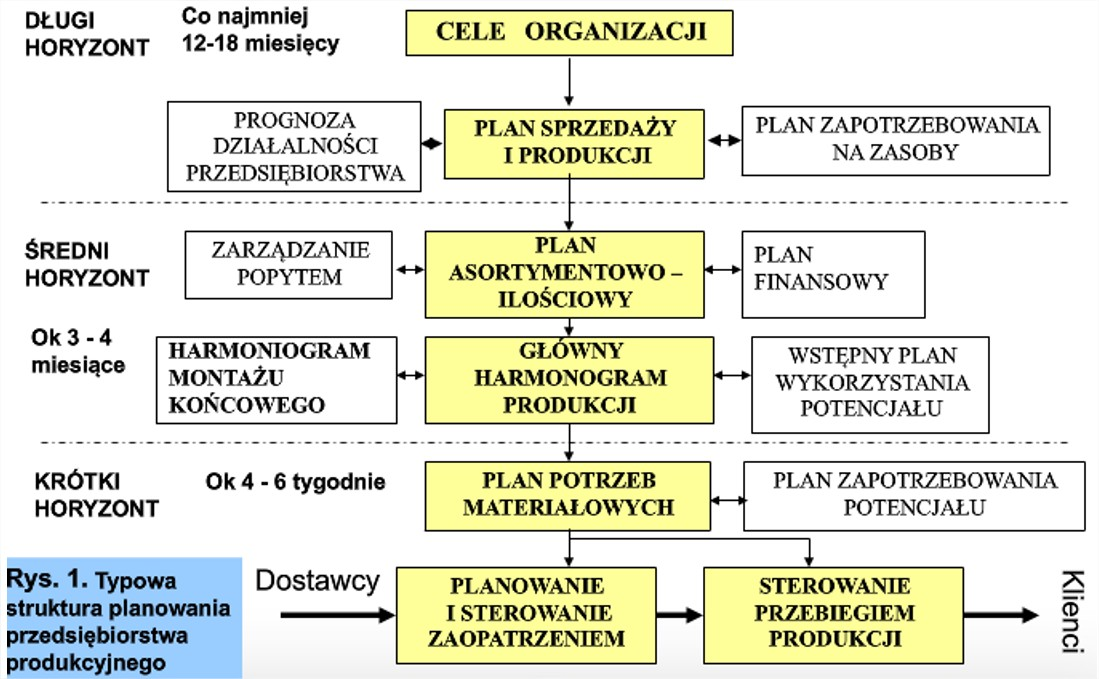
Typowa struktura planowania przedsiębiorstwa produkcyjnego

W GHP wyróżniamy tzw. punkty charakterystyczne. Za ich pomocą wyznacza się zakres odpowiedzialności i organizuje współpracę pomiędzy służbami przedsiębiorstwa (sprzedaż, produkcja, zaopatrzenie, finanse):
- Pierwszy punkt charakterystyczny położony jest w stałej odległości od początku harmonogramu i przesuwa się z czasem wraz z jego upływem. Pomiędzy początkiem harmonogramu a tym punktem znajduje się obszar w którym wprowadzone zmiany mogą istotnie wpływać na przebieg produkcji.(tzw. obszar zamrożony);
- Drugi punkt charakterystyczny położony jest w stałej odległości od pierwszego pktu i przesuwa się wraz z upływem czasu. (Poszczególne służby wprowadzają zmiany w planach według obowiązujących procedur w przedsiębiorstwie.) Obowiązuje generalna zasada, że w tym obszarze brane pod uwagę mogą być tylko potwierdzone zamówienia (przez klientów lub służbę sprzedaży).

Harmonogram główny produkcji w systemach MRP II i ERP jest tworzony zwykle automatycznie na podstawie planów sprzedaży i zamówień z możliwością ręcznych korekt wprowadzanych przez planistę produkcji.
Harmonogram główny produkcji jest wykorzystywany jako podstawa do obliczeń w ramach algorytmu MRP. W systemie może istnieć wiele alternatywnych MPS niezależnie przeliczanych, przy czym tylko jeden ma charakter podstawowy, tzn. na jego podstawie jest realizowana faktyczna produkcja.